# Karassou
Karassou (en russe : Карасу́, en karatchaï balkar : Къара-суу, litt. « eau noire ») est un village du raïon du Tcherek de la Kabardino-Balkarie, en Russie. Sa population s'élevait à 576 habitants en 2023.

## Géographie
Karassou est située dans la république de Kabardino-Balkarie, un sujet de Ciscaucasie de la Russie. Le village se trouve dans le district fédéral du Caucase du Nord. Karassou est l'une des localités du raïon du Tcherek, une subdivision de la république dont le centre administratif est le village de Kachkhataou. Le village forme l'établissement rural de Karassou, une municipalité dont il est la seule localité.

## Démographie
Recensements (*) et estimations de la population:
| 2002 * | 2010* | 2021* | 2023 | - |
| ------ | ----- | ----- | ---- | - |
| 441    | 507   | 577   | 576  | - |